# Witch Doctor (sang)
Witch Doctor er en sang som er skrevet og sunget af sangeren Ross Bagdasarian Sr., som udkom i 1958.
Det danske band Cartoons har laver et cover af sangen, som udkom i 1998 på deres debutalbum Toonage.